# Демьяновка (Павлодарская область)
Демьяновка (каз. Демьяновка) — упразднённое село в Павлодарском районе Павлодарской области Казахстана. Находилось в подчинении городской администрации Павлодара. Входило в состав Кенжекольского сельского округа. Ликвидировано в 2001 г.

## Население
В 1989 году население села составляло 60 человек. По данным переписи 1999 года в селе постоянное население отсутствовало.